# 笑道
笑道（わらいど）は、毎日放送で2005年3月21日から2007年7月7日まで週末に不定期で放送されていたお笑いバラエティ特番である。

## 概要
吉本興業に所属する芸人が漫才・コントをし、その後出演しているメンバーが司会のココリコと雑談をする。スタジオ収録は第1,2,4回は大阪・NGKスタジオ、第3,5,6,7回はMBSスタジオ in USJで行っている。

## 出演
司会
- ココリコ（遠藤章造・田中直樹）
- ほかゲストとして吉本興業の芸人多数出演。主にシャンプーハットなど

## スタッフ
- ナレーション : U.K.　／　大月勇（MBSアナウンサー）
- 構成 : ハスミマサオ、森
- TD／SW : 前田昌彦（トラッシュ）
- CAM : 関照男（MBS）、林謙一郎・寺岡憲一・袖垣竜也・川崎圭一郎・脇坂祐司（トラッシュ）
- VE : 大森喜章（トラッシュ）
- AUD : 後藤田利彦（トラッシュ）、田中聖二（MBS）
- LD : 佐藤真史
- EED : 露口三郎・北村真智子（MBS）
- SE : 黒澤秀一、山本大輔
- TK : 前田典子
- 美術 : 木川普雄・齋藤せいこ（MBS）
- タイトル : 中原賢二（MBS）
- CG : 紀野伸子（MBS）
- FD : 紺田啓介、渡邊恒史
- ディレクター : 森貴洋（MBS）
- 監修 : 永峰明（創造商店）
- 演出 : 合田忠弘（MBS）
- AP : 辻井瑠美・磯塚晋治（吉本興業）
- プロデューサー : 井口岳洋・新堂裕彦（MBS）、新田敦生（吉本興業）
- 技術協力 : トラッシュ、アーチェリープロダクション、イングス、戯音工房、インターナショナルクリエイティブ
- 美術協力 : つむら工芸、高津商会、藤貴園芸、MORE、ギミック
- 制作協力 : アイ・ティ・エス
- 製作著作 : 毎日放送、吉本興業